# 步進馬達

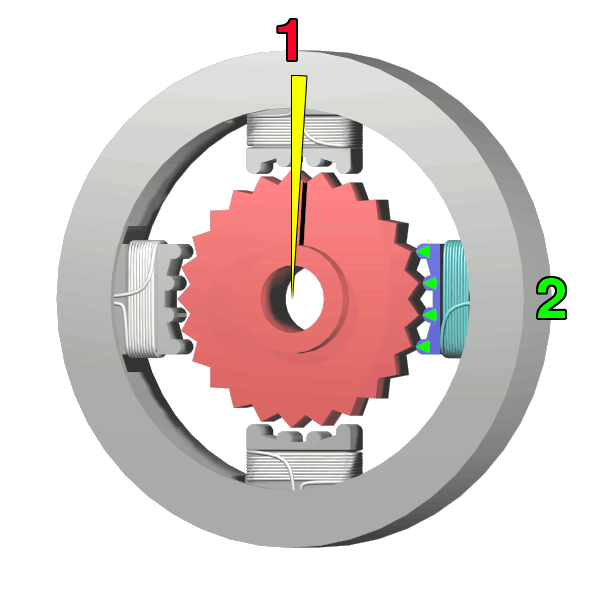
步進馬達步級角構造，黃色部分為每次脈沖行走量

步進馬達（英語：Stepper motor）是直流無刷電動機的一種，為具有如齒輪狀突起（小齒）相鍥合的定子和轉子，可藉由切換流向定子線圈中的電流，以一定角度逐步轉動的馬達。
步進馬達的特徵是採用開迴路控制（Open-loop control）處理，不需要運轉量传感器（sensor）或編碼器，且切換電流觸發器的是脈衝信號，不需要位置檢出和速度檢出的回授裝置，所以步進電機可正確地依比例隨脈沖信號而轉動，因此達成精確的位置和速度控制，且穩定性佳。

## 歷史
1923年，James Weir French發明三相可變磁阻型（Variable reluctance），此為步進馬達前身。

## 構造
- 永久磁鐵型（permanent magnet type）
- 可變磁阻型（variable reluctance type）
- 複合型（hybrid type）

## 系統組合
- 控制器：發出運轉指令，傳送需求速度以及運轉量的指令脈波信號。需使用步進馬達專用控制器或可程式控制器的定位模組。傳送的運轉指令脈波信號有如心臟跳動般的呈現矩形的波形，是間斷性的發出信號。
- 驅動器：提供電力以保證馬達按指令運轉，驅動器會隨控制器傳送來的脈波信號來控制電力，由決定的電流流通順序的來激磁迴路，並控制提供給馬達的電力以驅動迴路
- 馬達本體：將電力轉化為動力，並按指令需求脈波數運轉。

## 主要特徵
步進馬達只需要通過脈波信號的操作，即可簡單實現高精度的定位，並使工作物在目標位置高精度地停止。步進馬達是以基本步級角的角度為單位來進行定位。以5相步進馬達為例，其基本步級角為0.72，因此可以將馬達轉1圈分為500等分（=360度 / 0.72），以此方式來細分每次行進量做為定位基準。
间歇动作是步进器输出的最佳方式。当应用需要电动机不间断运行时，步进电机会降低效率和扭矩。从成本的角度来看，步进电机通常比伺服电机便宜得多。

## 選用特點
在步進馬達的選用上必須注意以下幾點：
- 步進角：亦即步進馬達之解析度（此指1脈波的移動量），步進馬達的步進角就是依馬達旋轉一圈（360°）而分割成多少來決定。
- 轉動速度：亦即脈波輸入速度（pulse/s）。
- 轉矩：選擇步進馬達時，需以有負荷時之最大轉矩（kg-m）的1.5倍~2倍來決定。
- 負荷慣性慣量：依據使用場合計算負荷慣性慣量，再依步進馬達規格表，選擇容許負載慣性慣量需大於計算值之1.3倍以上。
- 驅動器：連結控制器或直接接受外部訊號，進而控制步進馬達動作。驅動器將直接影響步進馬達的性能表現。
- 搭配減速機：使用減速機型步進馬達可達到減速、提高轉矩、提高解析度、降低施加於馬達軸之負荷慣性慣量、改善起動與停止時的阻尼特性，進而降低運轉之振動。

## 外部連結
- 步進馬達簡介